# 国里村
国里村（くにさとむら）は山梨県西山梨郡にあった村。概ね現在の甲府市国玉町・里吉にあたる。

## 地理
- 河川：濁川

## 歴史
- 1874年（明治7年）6月 - 山梨郡国玉（くだま）村・里吉村が合併して国里村となる。
- 1878年（明治11年）7月22日 - 郡区町村編制法の施行により、国里村が西山梨郡の所属となる。
- 1889年（明治22年）7月1日 - 町村制の施行により、国里村が単独で自治体を形成。
- 1921年（大正10年）7月1日 - 清田村と合併して玉諸村が発足。同日国里村廃止。

## 名所・旧跡・観光スポット・祭事・催事
- 玉諸神社